# ジャイガル城

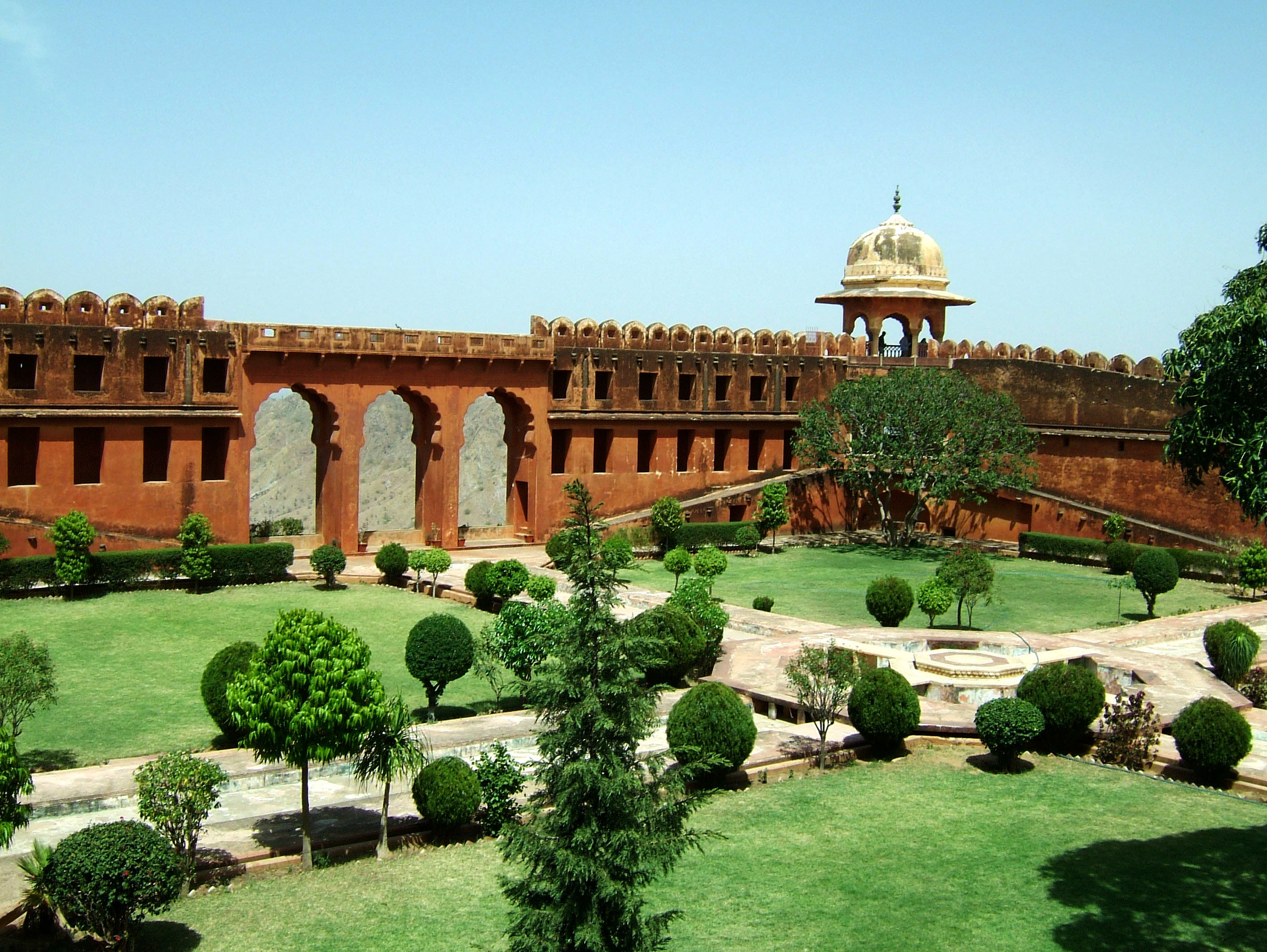
ジャイガル城

ジャイガル城（ヒンディー語：जयगढ़ क़िला、英語：Jaigarh Fort）は、インドのラージャスターン州、アンベール県の都市アンベールに存在する城。

## 歴史
1726年、アンベール王国の君主ジャイ・シング2世が自身の名にちなんで建設した。

## ギャラリー

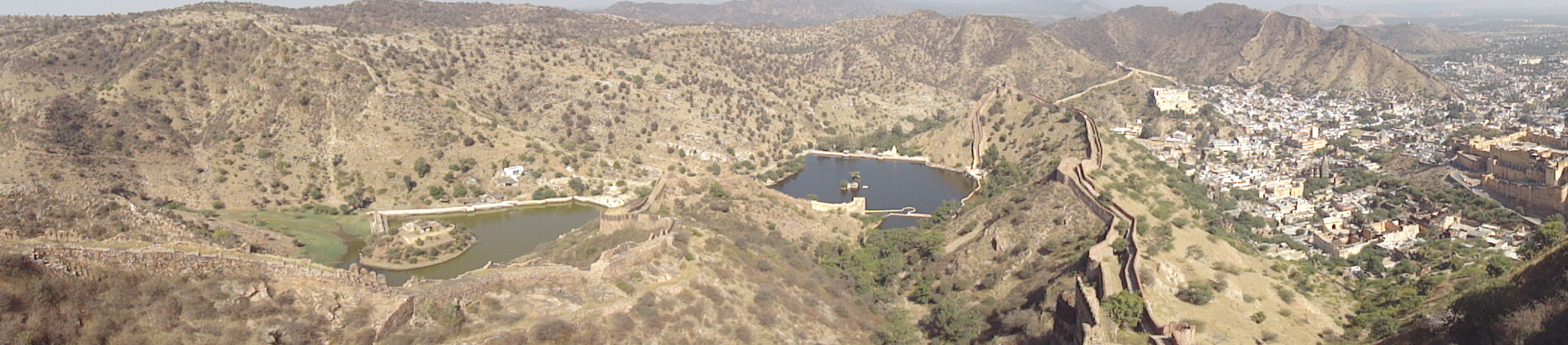
ジャイガル城のパノラマ